# Dama de Ibiza

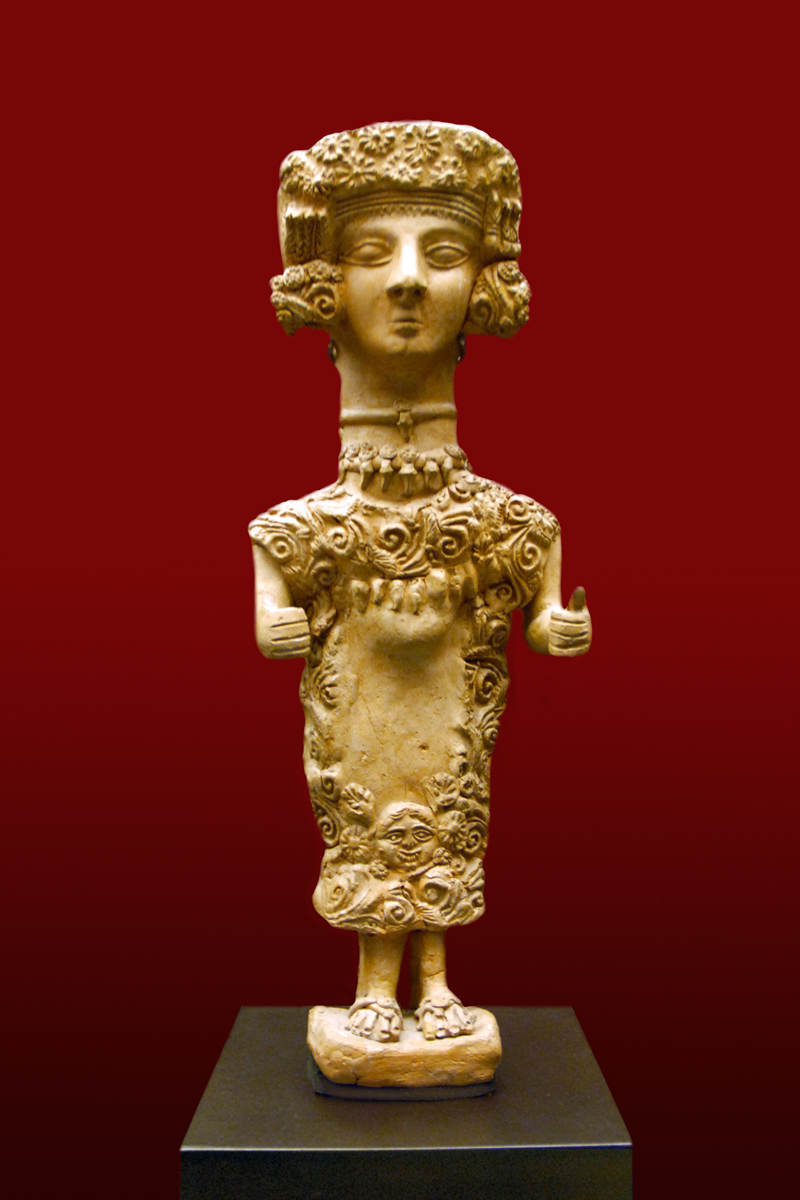
Dama de Ibiza im Archäologischen Museum, Madrid

Dama de Ibiza („Dame von Ibiza“) ist eine 45,5 Zentimeter hohe Figur aus Ton. Sie wurde bei Ausgrabungen in der Nekropole von Puig des Molins auf der Mittelmeerinsel Ibiza gefunden und stammt aus dem 4. oder 3. Jahrhundert v. Chr.
Es ist vermutlich die Darstellung einer karthagischen Göttin, wohl der Tanit. Die mit einem rosettenbesetzen Diadem geschmückte Skulptur trägt ein reich verziertes Gewand mit pflanzlichen Ornamenten und der Abbildung eines Gorgoneions. Der Körper der Figur wurde mithilfe eines Models hergestellt, die Arme mit ihren nach vorne gehaltenen Händen wurden nachträglich angesetzt. In den Gräbern der punischen Belegungsphase der Nekropole wurden zahlreiche derartige Darstellungen gefunden, die auf sizilische und karthagische Vorbilder zurückgeführt werden können. Die Figur ist unter der Inventarnummer 1923/60/541 im Archäologischen Nationalmuseum von Spanien in Madrid ausgestellt.